# Zahać
Zahaq en albanais et Zahać en serbe latin (en serbe cyrillique : Захаћ) est une localité du Kosovo située dans la commune/municipalité de Pejë/Peć et dans le district de Pejë/Peć. Selon le recensement kosovar de 2011, elle compte 1 120 habitants.

## Démographie

### Évolution historique de la population dans la localité
| 1948 | 1953 | 1961 | 1971 | 1981  | 1991  | 2011  |
| ---- | ---- | ---- | ---- | ----- | ----- | ----- |
| 418  | 469  | 604  | 782  | 1 151 | 1 337 | 1 120 |

|  |

### Répartition de la population par nationalités (2011)
En 2011, les Albanais représentaient 92,86 % de la population et les Roms 4,82 %.